# Antonio Sáenz
Antonio María Norberto Sáenz (Buenos Aires, Virreinato del Río de la Plata, 6 de junio de 1780 - Buenos Aires, Provincias Unidas del Río de la Plata, 22 de julio de 1825) fue un sacerdote, jurisconsulto y político argentino. Como diputado en el Congreso de Tucumán del 9 de julio de 1816 firmó la Declaración de la Independencia de Argentina. Fue además el primer rector de la  Universidad de Buenos Aires.

## Biografía
Era hijo de Miguel Sáenz de Baños, originario de Galicia, y de Francisca Javiera Saraza, porteña. Se educó en el Colegio de San Carlos y se recibió de bachiller en leyes en 1804 en la Universidad Mayor, Real y Pontificia de San Francisco Xavier de Chuquisaca, donde fue elegido prosecretario de la Academia Carolina. Allí también tomó las órdenes sagradas hasta el subdiaconado en 1801. En 1806 fue ordenado sacerdote en Buenos Aires. 
Aunque no fue presbítero el Cabildo Eclesiástico lo eligió secretario y la Real Audiencia lo incorporó a la Matrícula de Abogados, además lo nombró Defensor General de Pobres. 
Estuvo presente en el Cabildo Abierto del 22 de mayo de 1810, donde se pronunció a favor de que el Virrey Baltasar Hidalgo de Cisneros cesara en sus funciones.
Al instalarse el Triunvirato fue designado apoderado del pueblo en la Comisión Consultiva y redactor de las Instrucciones para los diputados al Congreso.
Integró la Sociedad Patriótica que era dirigida por Bernardo de Monteagudo y fue uno de los redactores del proyecto de Constitución de las Provincias Unidas del Sud que elaboró la misma. 
El mencionado nombramiento de secretario que había recibido del Cabildo Eclesiástico le valió el reconocimiento público pero también le ocasionaría uno de los peores momentos de su vida. El Obispo Benito Lué y Riega se había opuesto desde un principio a la designación de Sáenz y con el correr de los años una serie de discusiones y críticas se originó entre ellos. Hacia 1810 una denuncia del Obispo logró que Sáenz fuera encarcelado para ser procesado. El Cabildo intercedió a favor del presbítero y fue liberado, pero en 1812 Sáenz halló muerto al Obispo de ahí en más siempre se sospechó sobre su relación con la misteriosa muerte de Lue. Las autoridades religiosas lo enviaron ese año a Luján, en una especie de destierro obligado.
En 1811 integró la Junta Protectora de la libertad de la Imprenta, y en 1812, la Asamblea General. Esto lo vinculó con personalidades de la política nacional llevándolo a formar parte de la Logia Lautaro. Actuó como representante por la provincia de San Luis ante la Asamblea del año XIII.

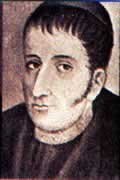
Padre Antonio Sáenz.

Tras la sublevación de Fontezuelas de 1815 fue designado miembro de la Junta de Observación que promulgó el Estatuto Provisional de 1815. Fue luego capellán castrense y diputado por Buenos Aires al Congreso de Tucumán, donde firmó el acta de la Declaración de la Independencia el 9 de julio de 1816.
Fue elegido una vez más diputado por Buenos Aires en 1817 e integró en ese carácter la comisión relatora del proyecto de Constitución de 1819. En este año fue presidente del Congreso. Cuando se disolvió debió huir de la ciudad y se ocultó.
Sáenz fue el principal promotor para la organización de la que sería la Universidad de Buenos Aires. Varias veces se había preocupado en dotar a la ciudad de una casa de altos estudios. En 1816 había sido comisionado para su creación pero el intento quedó finalmente anulado. Pero persistió en su empeño por actualizar la educación superior del país, todavía muy aferrada a la enseñanza del tipo religioso en detrimento de las ciencias naturales y exactas que por ese tiempo comenzaban estudiarse pero era necesario organizarlas y estructurarlas en una academia. Sáenz logró esto con la creación de la Universidad, que se formó mediante la incorporación de instituciones académicas preexistentes. Aprovechó la impronta educativa del gobernador de Buenos Aires, el brigadier general Martín Rodríguez quien junto a Bernardino Rivadavia, su ministro de gobierno, decidieron su erección. La Universidad de Buenos Aires fue inaugurada formalmente el 12 de agosto de 1821 en un acto religioso celebrado en la Iglesia de San Ignacio de Loyola y el presbítero Antonio Sáenz fue su primer rector. 
Ocupó la cátedra de Derecho Natural (1822) y de Gentes (1823), redactando para sus alumnos las Instituciones Elementales, convirtiéndose así en el primer autor de la Universidad. 
También ordenó la creación de numerosas escuelas en las ciudades de la campaña, y realizó una gira por la provincia con el objetivo de evaluar la calidad de los colegios.
Su fallecimiento repentino en 1825 le impidió ver a la Universidad por la que él tanto trabajó fortalecida institucionalmente. Sus restos descansan en el Cementerio de la Recoleta, en el recinto llamado "Panteón de los Ciudadanos Meritorios".
Hoy en día lleva su nombre una de las principales avenidas de comunicación de la Ciudad de Buenos Aires con el conurbano bonaerense, que une el barrio de Nueva Pompeya y el distrito de Lanús. Además de una estación ferroviaria, bajo el dominio del Ferrocarril General Belgrano denominada con su nombre y una plazoleta delimitada por las calles Raulet, Uspallata y avenida Sáenz.
En la localidad de Lomas de Zamora, provincia de Buenos Aires, llevan su nombre una calle que recorre el casco céntrico de la ciudad y el Instituto Presbítero Dr. Antonio María Sáenz, donde se dicta desde nivel inicial hasta estudios terciarios.
| Predecesor: creación del cargo | Primer Rector de la Universidad de Buenos Aires (UBA) 1821-1825 | Sucesor: José Eugenio de Elías (vicerrector) |